# Брундин, Ларс
Ларс Закариас Брундин (швед. Lars Zakarias Brundin; 30 мая 1907, Торстуна, Упсала — 18 ноября 1993, Стокгольм) — шведский энтомолог, специалист по систематике насекомых (стафилиниды и хирономиды) и биогеографии. Академик Шведской академии наук (с 1969 года).

## Биография
Родился в 30 мая 1907 года районе Торстуна. После окончания гимназии в 1925 поступил в Лундский университет. В 1934 году Брундин защитил диссертацию о фауне жуков района Турнетреск в Лапландии («Die Koleopteren des Torneträskgebietes»). Его научным руководителем был Симон Бенгтссон. С 1952 по 1977 год Брундин являлся председателем Энтомологического общества Стокгольма. С 1957 по 1973 год работал профессором и заведующим энтомологическим отделом Шведского музея естественной истории. В 1969 году стал академиком Шведской академии наук. В 1984 году ему вручена золотая медаль Линнея. Умер 18 ноября 1993 года в Стокгольме.

## Научная деятельность
Брундин известен как специалист по систематике хирономид, а также теоретическими работам в области филогенетической систематики и биогеографии. Он выявил родственные связи между фаунами комаров-звонцов Австралии, Новой Зеландии и Южной Америки. Одним из первых провел анализ филогенетических связей в пределах этого семейства с использованием методов предложенных Вилли Хеннигом. Он одним из первых использовал кладистический и викарный подходы в исторической биогеографии. Впервые для науки описал 62 вида и 2 рода стафилинид и множество видов хирономид.

## Публикации
- Brundin L. Z. Zur Kenntniss der schwedischen Chironomiden (нем.) // Ark. Zool.. — 1947. — Bd. 41A. — S. 1—95.
- Brundin L. On the Real Nature of Transantarctic Relationships (англ.) // Evolution. — 1965. — Vol. 19, iss. 4. — P. 496–505. — ISSN 0014-3820. — doi:10.2307/2406246. — JSTOR 2406246.
- Brundin, L. Z. Evolution, causal biology and classification. (англ.) // Zoologica Scripta. — 1972. — Vol. 1. — P. 107—120. — doi:10.1111/j.1463-6409.1972.tb00670.x.
- Brundin L. Z. Phylogenetics and biogeography (англ.) // Systemati Biology. — 1972. — Vol. 21, iss. 1. — P. 69—79. — doi:10.1093/sysbio/21.1.69.
- Brundin L. Z., Sæther O. A. Buchonomyia burmanica sp.n. and Buchonomyiinae, a New Subfamily among the Chironomidae (Diptera) (англ.) // Zoologica Scripta. — 1978. — Vol. 7, iss. 1—4. — P. 269—275. — doi:10.1111/j.1463-6409.1972.tb00670.x.